# Nyctophilus gouldi
Nyctophilus gouldi is een vleermuis uit het geslacht Nyctophilus die voorkomt in Australië in twee gescheiden populaties: het zuidwesten van West-Australië en langs de oostkust van Cairns (Queensland) tot het zuidoosten van Zuid-Australië. De grenzen van de verspreiding corresponderen met de grenzen van het open eucalyptusbos waar het dier voorkomt. Deze soort slaapt in boomholtes. De paartijd is in april, maar jongen worden pas in oktober of november geboren. In het zuiden houdt het dier een winterslaap (van mei tot september). De meer noordelijk voorkomende soort Nyctophilus bifax wordt in sommige classificaties ook tot deze soort gerekend.
N. gouldi heeft een grijsbruine tot grijze rug en lichtgrijze tot geelbruine buik. Ten westen van de Great Dividing Range zijn de dieren kleiner en bleker. In het zuiden zijn de dieren groter dan in het noorden. De kop-romplengte bedraagt 44 tot 52 mm, de staartlengte 39 tot 41 mm, de voorarmlengte 36 tot 48 mm, de oorlengte 24 tot 28 mm en het gewicht 5,2 tot 16,5 g.